# Bor, Serbia
Bor (sârbă Бор) este un oraș din estul Serbiei, comuna Bor, districtul Bor, regiunea Timoc (Timočka Krajina). În 2005, populația orașului propriu-zis era de 39.387 locuitori, mulți dintre aceștia fiind români. Actualmente, Bor este cel mai mare și important oraș din estul Serbiei. Statul român încearcă de câțiva ani să deschidă aici un consulat pentru a fi mai aproape de numeroasa populație de origine română care locuiește în aceste locuri, însă statul sârb se opune acestui proiect.

## Date generale
În raionul Bor au fost numărate la recensământul din 2001 59.900 persoane, din care 39.989 (71,64%) sârbi, 10.064 (18,03%) "vlahi" (adică români timoceni) și 1.259 (2,26%) romi. Organizațiile românești din zonă estimează numărul românilor la aproximativ 46.100 persoane (adică 82,2% din populația raionului). Majoritatea românilor preferă să se declare sârbi. Totuși, comparativ cu recensământul din 1991, numărul celor care au optat să se declare drept "valahi" sau "români" în loc de "sârbi" a crescut semnificativ și este așteptat ca numărul acestora să crească în continuare.
Bor este un oraș industrial care s-a dezvoltat preponderent după Al doilea Război Mondial. În Bor se află una dintre cele mai mari mine de cupru din Europa. Cu toate că prima mină a fost inaugurată în 1903, localitatea a căpătat statutul de oraș abia în 1947, când numărul locuitorilor s-a ridicat la 11.000 persoane.
Aproximativ 5% din producția mondială de cupru provine de aici.

## Geografie
Bor se află la aproximativ 182 km de Craiova, la aproximativ 132 km de Drobeta Turnu Severin și la aproximativ 93 km de Calafat.
Bor este înconjurat de multe locuri frumoase, cum ar fi stațiunile curative Brestovačka Banja, lacul Borului, Peștera lui Lazar, Canion lui Lazar, muntele Stol, și este foarte aproape de muntele Crni Vrh (Vârfu Negru).

## Istorie
Figurine antropomorfe și zoomorfe aparținând culturii neolitice Bubanj-Salkuca au fost găsite în Criveli..
În 1903, mina din Bor a fost deschisă, a fost moment important pentru dezvoltarea Bor. Poetul Miklós Radnóti a scris aici unele dintre cele mai frumoase poeme scrise vreodată în limba maghiară în timpul muncii sale forțate (1944), în minele de cupru.
Din 1947 Bor are un statut oficial de oraș - la momentul acela populația sa a fost de 11000 locuitori.

## Demografie

### Grupuri etnice în municipiu
La recensământul din 1991, municipiul Bor a avut 59900 de locuitori, majoritatea absolută s-a declarat ca fiind sârbi.
La recensământul din 2002, populația municipiului Bor a numărat 55817 de locuitori, și a fost compusă din:
- Sârbi = 39,989 (71.64%)
- români (vlahi) [3][4][5] = 10,064 (18.03%)
- Rromi = 1,259 (2.26%)
- Alții.

### Localitățile cu majoritate etnică
Conform recensământului din 2002, așezările din municipiul Bor, cu majoritate de etnie sârbă sunt: Bor, Brestovac, Donja Bela Reka și, Oštrelj. Așezările cu români (vlahi) ca majoritate etnică sunt: Bucea, Gorneana, Criveli, Luchia, Metonița, Tanda, Topla, și Șarbanuț. Așezări mixte sunt: Zlot (cu majoritate relativă de sârbi) și Slacina (cu majoritate relativă de români (vlahi) ).

### Grupuri etnice în oraș
La recensământul din 2002, populația orașului Bor număra 39387 de locuitori, și a fost compusă din:
- Sârbi = 32,977
- Români (vlahi) = 2,352
- Rromi = 1,216
- Macedoneni = 507
- Iugoslavi = 251
- Albanezi = 105
- Alții.

Numărul de locuitori a scăzut de când poluarea aerului a determinat mulți oameni să părăsească orașul.

## Economia
Începând de la mijlocul anilor 1990 și în timpul sancțiunilor asupra Republicii Federale Iugoslavia, producția din mina din Bor a scăzut semnificativ față de anii 1970 și 1980 care au fost foarte prosperi. Acest lucru a fost cauzat de diminuarea rezervelor și incapacitatea de a obține echipamente noi, care ar aduna mai eficient minereul rămas care nu mai este de calitate superioară. Exploatare de cupru este esențială pentru economia din Bor și efectele producției scăzute pot fi văzute peste tot în oraș.
La data de 06 martie 2007, RTB Bor ( compania minieră) a fost vândută în companiei Cuprom România pentru 400 milioane de dolari. Cuprom s-a angajat să modernizeze instalațiile de producție în RTB Bor și mina Majdanpek, cu scopul de a îmbunătăți nivelurile de productivitate.  Acest lucru a fost văzut ca afacerea de care orașul Bor avea nevoie pentru a accelera reformele sale economice atât de necesare.

Cu toate acestea, din cauza incapacității Cuprom de a respecta un termen limită în ceea ce privește finanțarea, guvernul sârb a tăiat afacerea și complexul a fost pus la privatizare din nou.
La data de 07 februarie 2008, consorțiul austriac A-TEC a dobândit partea de est a Serbiei miniere pe bază de cupru și complexul de topire pentru 466 milioane de dolari, plus 237 milioane de dolari în următorii doi ani. Cumpărătorul era, de asemenea, obligat să nu concedieze cei 4691 de angajați ai companiei, care este văzută ca un progres important în revitalizarea economiei din Bor.
Din moment ce A-tec nu a dobândit  minele de cupru și complexul de topire (RTB Bor), Agenția de Privatizare a anunțat noi licitații pentru un partener strategic pentru RTB, pe 27.02.2009.

## Relații internaționale

### Orașe infrățite
Bor este înfrățit cu:
- Bar, Muntenegru
- Le Creusot, Franța
- Hmelnițki, Ucraina
- Kitwe, Zambia
- Vrața, Bulgaria